# Макреш (община)
Вижте пояснителната страница за други значения на Макреш.
Община Макреш се намира в Северозападна България и е една от съставните общини на Област Видин. Общинският център е село Макреш.

## География

### Географско положение, граници, големина
Общината е разположена в западната и централна част на Област Видин. С площта си от 228,79 km2 заема 7-о място сред 11-те общините на областта, което съставлява 7,49% от територията на областта. Границите ѝ са следните:
- на север – община Кула и община Грамада;
- на югоизток – община Димово;
- на юг – община Белоградчик
- на запад – Република Сърбия.

### Релеф, води, туризъм
Релефът на общината е средно планински и хълмист. Територията ѝ условно попада в две физикогеографски области на България – Западната Дунавска равнина и Западния Предбалкан.
Цялата централна и източна част на общината се заема от широката и нахълмена долина на река Видбол (десен приток на Дунав) и нейните леви и десни притоци, които протичат в дълбоки долини спрямо околния терен. В коритото на реката, северно от село Вълчек се намира най-ниската точка на общината – 127 m н.в. В най-източната част на долината релефът е предимно равнинен, а на запад теренът става хълмист
Западните и югозападни краища на общината се заемат от нископланинските части на Западния Предбалкан. По границата с Република Сърбия и на изток в пределите на общината се простират източните склонове на планината Бабин нос с едноименния връх Бабин нос (1107 m), разположен на самата граница, югозападно от село Раковица. В най-северозападния ъгъл на общината, където се събират границите с община Кула и Република Сърбия се издига уединената височина Връшка чука (692 m), крайната западна издънка на Предбалкана.
Горският фонд е 79 676 дка, представен предимно смесени широколистни насаждения – бук, дъб и други. От общата площ на общината земеделската земя обхваща 143 897 дка, горския фонд – 77 159 дка, водни площи – 2622 дка, за добив на полезни изкопаеми – 581 дка (кариера за добив на глина и кариера за добив на варовик).
Основна водна артерия в община Макреш е река Видбол, която протича през нея със своето горно и част от средното си течение. Тя извира под връх Бабин нос, тече в източна посока около 28 km в широка долина, като приема множество малки притоци отляво и отдясно. В близост до гара Макреш рязко завива на север и напуска пределите на общината северно от село Вълчек. На нея е разположен и административният център на общината село Макреш. От планината Бабин нос водят началото си още няколко реки, десни притоци на Дунав. От югозападния край извира река Арчар, по̀ на север, в землището на село Киреево са изворите на реките Чичилска и Калчовец, съставящи на Войнишка река, а най-северозападно от височината Връшка чука води началото си река Тополовец.
Южно от село Толовица, на границата с община Белоградчик, в пределите на общината попада северната част на Рабишкото езеро.
Предпоставка за развитието на туризма в общината е екологично чистата природа и скътаният в пазвите на планината Бабин нос Раковишки манастир „Света Троица“. който е обявен за паметник на културата с национално значение.

## Населени места
Общината има 7 населени места с общо население 1067 жители според преброяването от 7 септември 2021 г.
| Населено място (старо име)                                            | Преброяване (от септември 2021) | По настоящ адрес (ГРАО от 15 септември 2024) | Площ (km²) | Гъстота (д/km²) |
| --------------------------------------------------------------------- | ------------------------------- | -------------------------------------------- | ---------- | --------------- |
| Вълчек (Вълчак)                                                       | 40                              | 53                                           | 10,769     | 4.92            |
| Киреево (Прерделина)                                                  | 119                             | 161                                          | 32,5       | 4.95            |
| Макреш                                                                | 325                             | 433                                          | 38,769     | 11.17           |
| Подгоре (Влахович)                                                    | 165                             | 213                                          | 54,731     | 3.89            |
| Раковица                                                              | 325                             | 386                                          | 58,496     | 6.6             |
| Толовица                                                              | 25                              | 38                                           | 14,447     | 2.63            |
| Цар Шишманово (Малък Турчин, Шишманово)                               | 68                              | 90                                           | 19,078     | 4.72            |
| Общо за общината:                                                     | 1067                            | 1374                                         | 228,79     | 6.01            |
| Населените места с кмет са със зелен фон, а тези без кметство с жълт. |                                 |                                              |            |                 |

### Административно-териториални промени
- МЗ № 4364/обн. 2 юни 1882 г. – преименува и признава м. Прерделина за с. Киреево;
- Височайши доклад № 1291/обн. 7 март 1883 г. – преименува с. Малък Турчин на с. Цар Шишманово;
- МЗ № 1966/обн. 16 ноември 1935 г. – преименува с. Влахович на с. Подгоре;
- Указ № 334/обн. 13 юли 1951 г. – преименува с. Цар Шишманово на с. Шишманово;
- Указ № 960/обн. 4 януари 1966 г. – осъвременява името на с. Вълчак на с. Вълчек;
- Указ № 312/обн. 11 октомври 1991 г. – възстановява старото име на с. Шишманово на с. Цар Шишманово.

## Население
| Община Макреш                                 | Община Макреш | Община Макреш | Община Макреш | Община Макреш | Община Макреш | Община Макреш | Община Макреш | Община Макреш | Община Макреш | Община Макреш | Община Макреш |
| --------------------------------------------- | ------------- | ------------- | ------------- | ------------- | ------------- | ------------- | ------------- | ------------- | ------------- | ------------- | ------------- |
| Година                                        | 1934          | 1946          | 1956          | 1965          | 1975          | 1985          | 1992          | 2001          | 2011          | 2021          |               |
| Население                                     | 10534         | 10664         | 9414          | 7531          | 5876          | 4356          | 3624          | 2550          | 1630          | 1067          |               |
| Източници: Национален Статистически Институт, |               |               |               |               |               |               |               |               |               |               |               |

### Население по възраст
| Население по възрастови групи към септември 2021 година | Население по възрастови групи към септември 2021 година | Население по възрастови групи към септември 2021 година | Население по възрастови групи към септември 2021 година | Население по възрастови групи към септември 2021 година | Население по възрастови групи към септември 2021 година | Население по възрастови групи към септември 2021 година | Население по възрастови групи към септември 2021 година | Население по възрастови групи към септември 2021 година | Население по възрастови групи към септември 2021 година | Население по възрастови групи към септември 2021 година | Население по възрастови групи към септември 2021 година | Население по възрастови групи към септември 2021 година | Население по възрастови групи към септември 2021 година | Население по възрастови групи към септември 2021 година | Население по възрастови групи към септември 2021 година | Население по възрастови групи към септември 2021 година | Население по възрастови групи към септември 2021 година | Население по възрастови групи към септември 2021 година |
| ------------------------------------------------------- | ------------------------------------------------------- | ------------------------------------------------------- | ------------------------------------------------------- | ------------------------------------------------------- | ------------------------------------------------------- | ------------------------------------------------------- | ------------------------------------------------------- | ------------------------------------------------------- | ------------------------------------------------------- | ------------------------------------------------------- | ------------------------------------------------------- | ------------------------------------------------------- | ------------------------------------------------------- | ------------------------------------------------------- | ------------------------------------------------------- | ------------------------------------------------------- | ------------------------------------------------------- | ------------------------------------------------------- |
| Общо                                                    | 0 – 4                                                   | 5 – 9                                                   | 10 – 14                                                 | 15 – 19                                                 | 20 – 24                                                 | 25 – 29                                                 | 30 – 34                                                 | 35 – 39                                                 | 40 – 44                                                 | 45 – 49                                                 | 50 – 54                                                 | 55 – 59                                                 | 60 – 64                                                 | 65 – 69                                                 | 70 – 74                                                 | 75 – 79                                                 | 80 – 84                                                 | 85+                                                     |
| 1067                                                    | 23                                                      | 28                                                      | 28                                                      | 32                                                      | 17                                                      | 19                                                      | 29                                                      | 34                                                      | 46                                                      | 50                                                      | 76                                                      | 69                                                      | 85                                                      | 119                                                     | 148                                                     | 121                                                     | 81                                                      | 62                                                      |

### Етнически състав
| Етноси в община Макреш (2011) | Етноси в община Макреш (2011) | Етноси в община Макреш (2011) | Етноси в община Макреш (2011) | Етноси в община Макреш (2011) |
| ----------------------------- | ----------------------------- | ----------------------------- | ----------------------------- | ----------------------------- |
| Етническа група               |                               |                               | процент                       |                               |
| българи                       | българи                       |                               | 96.32%                        | 96.32%                        |
| цигани                        | цигани                        |                               | 3.49%                         | 3.49%                         |
| други и неопределени          | други и неопределени          |                               | 0.19%                         | 0.19%                         |

По етническа група от общо 1604 самоопределили се (към 2011 година):
- българи: 1545
- цигани: 56
- други: 0
- неопределени: 3

## Политика
- 2003 – Иван Вълчев (Нова левица) печели на първи тур с 52% срещу Митко Екупов (Национално сдружение БЗНС).
- 1999 – Иван Вълчев (Българска Евролевица) печели на втори тур с 59% срещу Митко Антов (БСП).
- 1995 – Перо Василев (Предизборна коалиция БСП, БЗНС Александър Стамболийски, ПК Екогласност) печели на първи тур с 58% срещу Тодор Зурлов (независим).

## Селско стопанство
Основен дял от стопанството в община Макреш заема селското стопанство. Сектор растениевъдство има стратегическо значение за отрасъла селско стопанство. Най-голям относителен дял в растениевъдството на община Макреш има зърнопроизводството и техническите култури. Зърнените култури заемат по-голяма част от общата обработваема земя в общината, като основен дял се пада на производството на пшеница, ечемик, царевица и ръж. Наличието на много добри пасища и ливади в планинската и полупланинската част на областта и добрите условия за развитие на фуражно производство в равнинната част са предпоставка за развитие на овцевъдството и месодайното говедовъдство. Голяма част от земята се напоява от Рабишкото езеро и река Видбол.

## Транспорт
През общината преминават частично 3 пътя от Републиканската пътна мрежа на България с обща дължина 43,5 km:
- участък от 17 km от Републикански път III-1401 (от km 1,7 до km 18,7);
- началният участък от 18,8 km от Републикански път III-1403 (от km 0 до km 18,8);
- последният участък от 7,7 km от Републикански път III-1412 (от km 6,2 до km 13,9).

## Топографска карта
- Лист от карта K-34-9. Мащаб: 1 : 100 000.
- Лист от карта K-34-10. Мащаб: 1 : 100 000.